# Академічне веслування на літніх Олімпійських іграх 2024
Змагання з академічного веслування на літніх Олімпійських іграх 2024 відбудуться з 27 липня по 3 серпня 2024 року в Вер-сюр-Марн. У чотирнадцяти медальних дисциплінах візьмуть участь 502 спортсменів (по 251 чоловіка і жінки).

## Кваліфікація
Для академічного веслування виділено квоти для 502 спортсменів, що на 24 менше ніж на попередніх Олімпійських іграх. Кожен НОК може бути представленим одним човном в одному класі.
Кваліфікаційний період розпочнеться з чемпіонату світу 2023 року, який відбудеться з 3 по 10 вересня у Белграді. На цих змаганнях буде розіграно близько двох третин усіх квот. Решту квот буде розподілено в рамках континентальних кваліфікаційний регат Європи, Азії, Америки, Африки і Океанії. Фінальна кваліфікаційна регата відбулась у Люцерні. 
Для країни-господарки, Франції, гарантовано квоти в парних одиночках серед чоловіків та жінок. Ще чотири квоти (по дві для чоловіків та жінок) будуть розподілені за рішенням Тристоронньої комісії.
| Дисципліна               | Кількість човнів |
| ------------------------ | ---------------- |
| Одиночки                 | 32               |
| Двійки                   | 13               |
| Парні двійки             | 13               |
| Парні двійки, легка вага | 16               |
| Четвірки                 | 9                |
| Парні четвірки           | 9                |
| Вісімки                  | 7                |

## Розклад
| З | Попередні запливи | Д | Додаткові запливи | ¼ | Чвертьфінали | ½ | Півфінали | Ф | Фінал |

| Дисципліна↓/Дата →       | Суб 27 | Нед 28 | Пон 29 | Вів 30 | Сер 31 | Чет 1 | П'ят 2 | Суб 3 |  |
| ------------------------ | ------ | ------ | ------ | ------ | ------ | ----- | ------ | ----- |  |
| Чоловіки                 |        |        |        |        |        |       |        |       |  |
| Парні одиночки           | З      | Д      | ½      | ¼      | ½      | ½     | Ф      | Ф     |  |
| Двійки                   |        | З      | Д      |        | ½      |       | Ф      |       |  |
| Парні двійки             | З      | Д      |        | ½      |        | Ф     |        |       |  |
| Парні двійки, легка вага |        | З      | Д      |        | ½      |       | Ф      |       |  |
| Четвірки                 |        | З      |        | Д      |        | Ф     |        |       |  |
| Парні четвірки           | З      |        | Д      |        | Ф      |       |        |       |  |
| Вісімки                  |        |        | З      |        |        | Д     |        | Ф     |  |
| Жінки                    |        |        |        |        |        |       |        |       |  |
| Парні одиночки           | H      | R      | ½      | ¼      | ½      | ½     | F      | F     |  |
| Двійки                   |        | З      | Д      |        | ½      |       | Ф      |       |  |
| Парні двійки             | З      | Д      |        | ½      |        | Ф     |        |       |  |
| Парні двійки, легка вага |        | З      | Д      |        | ½      |       | Ф      |       |  |
| Четвірки                 |        | З      |        | Д      |        | Ф     |        |       |  |
| Парні четвірки           | З      |        | Д      |        | Ф      |       |        |       |  |
| Вісімки                  |        |        | З      |        |        | Д     |        | Ф     |  |

## Медалісти

### Таблиця медалей
*   Країна-господарка (Франція)
| Місце                | NOC                             | Золото | Срібло | Бронза | Загалом |
| -------------------- | ------------------------------- | ------ | ------ | ------ | ------- |
| 1                    | Нідерланди                      | 4      | 3      | 1      | 8       |
| 2                    | Велика Британія                 | 3      | 2      | 3      | 8       |
| 3                    | Румунія                         | 2      | 3      | 0      | 5       |
| 4                    | Нова Зеландія                   | 1      | 2      | 1      | 4       |
| 5                    | Ірландія                        | 1      | 0      | 1      | 2       |
| 5                    | Німеччина                       | 1      | 0      | 1      | 2       |
| 5                    | США                             | 1      | 0      | 1      | 2       |
| 8                    | Хорватія                        | 1      | 0      | 0      | 1       |
| 9                    | Італія                          | 0      | 2      | 0      | 2       |
| 10                   | Індивідуальні нейтральні атлети | 0      | 1      | 0      | 1       |
| 10                   | Канада                          | 0      | 1      | 0      | 1       |
| 12                   | Греція                          | 0      | 0      | 2      | 2       |
| 13                   | Австралія                       | 0      | 0      | 1      | 1       |
| 13                   | Литва                           | 0      | 0      | 1      | 1       |
| 13                   | Польща                          | 0      | 0      | 1      | 1       |
| 13                   | Швейцарія                       | 0      | 0      | 1      | 1       |
| Загалом (16 збірних) | Загалом (16 збірних)            | 14     | 14     | 14     | 42      |

### Чоловіки
| Дисципліни               | Золото | Срібло | Бронза |
| ------------------------ | --- | --- | --- |
| Парні одиночки           | Олівер Цайдлер · Німеччина | Євген Золотий · Допущені нейтральні атлети | Сімон ван Дорп · Нідерланди |
| Парні двійки             | Румунія (ROU) Андрей-Себастьян Корня Мар'ян Енаке                                                                                              | Нідерланди (NED) Мелвін Твеллар Стеф Брунінк | Ірландія (IRL) Дейр Лінч Філіп Дойл |
| Парні четвірки           | Нідерланди (NED) Леннарт ван Ліроп Фінн Флорейн Тоні Вітен Кун Метсемакерс                                                                     | Італія (ITA) Лука К'юменто Лука Рамбальді Джакомо Джентілі Андреа Паніцца                                                                          | Польща (POL) Фабіан Баранський Матеуш Біскуп Домінік Чая Мірослав Зентарський                                                             |
| Двійки                   | Хорватія (CRO) Мартін Сінкович Валент Сінкович                                                                                                 | Велика Британія (GBR) Олівер Вінне-Гріффіт Томас Джордж                                                                                            | Швейцарія (SUI) Роман Руслі Андрін Ґуліх                                                                                                  |
| Четвірки                 | США (USA) Нік Мід Джастін Бест Майкл Ґрейді Ліам Корріґан                                                                                      | Нова Зеландія (NZL) Олівер Маклін Лоґан Ульріх Том Маррей Метт Макдоналд                                                                           | Велика Британія (GBR) Олівер Вілкс Девід Амблер Метт Олдрідж Фредді Девідсон                                                              |
| Вісімки                  | Велика Британія (GBR) Морґан Болдінґ Шолто Карнеґі Рорі Ґіббс Томас Форд Джейкоб Довсон Чарльз Елвз Томас Діґбі Джеймс Рудкін Гаррі Брайтмор с | Нідерланди (NED) Ралф Рінкс Олав Моленар Сандер де Грааф Рубен Кнаб Ґертьян ван Дорн Якоб ван де Керкгоф Ян ван дер Бей Мік Маккер Діувке Феттер с | США (USA) Генрі Голлінґсворт Ніколас Рашер Крістіан Табаш Кларк Дін Крістофер Карлсон Пітер Чатейн Еван Олсон Пітер Квінтон Ріеллі Мілн с |
| Парні двійки, легка вага | Ірландія (IRL) Фінтан Маккарті Пол О'Донован                                                                                                   | Італія (ITA) Стефано Оппо Габріель Соарес | Греція (GRE) Петрос Гайдаціс Антоніос Папаконстантіну                                                                                     |

### Жінки
| Дисципліни               | Золото | Срібло | Бронза |
| ------------------------ | --- | --- | --- |
| Парні одиночки           | Каролін Флорейн · Нідерланди | Емма Твігг · Нова Зеландія | Вікторія Сенкутея · Литва |
| Парні двійки             | Нова Зеландія (NZL) Брук Френсіс Люсі Спурс | Румунія (ROU) Ніколета-Анкуца Боднар Сімона Радіш                                                                                                   | Велика Британія (GBR) Матілда Годжкінс-Берн Беккі Вайлд                                                                                          |
| Парні четвірки           | Велика Британія (GBR) Лорін Генрі Ганна Скотт Лола Андерсон Джорджина Брейшоу                                                                                                 | Нідерланди (NED) Лайла Юссіфу Бенте Пауліс Рос де Йонґ Тесса Дюллеманс                                                                              | Німеччина (GER) Марен Фельц Табеа Шендекель Леоні Менцель Пія Ґрайтен                                                                            |
| Двійки                   | Нідерланди (NED) Їмк'є Клеверінґ Веронік Местер | Румунія (ROU) Йоана Вринчану Роксана Ангел | Австралія (AUS) Джессіка Моррісон Аннабель Макінтайр                                                                                             |
| Четвірки                 | Нідерланди (NED) Марлус Олденбурґ Гермейнтче Дрент Тінка Офферейнс Бенте Бонстра                                                                                              | Велика Британія (GBR) Гелен Гловер Есме Бут Саманта Редґрейв Ребекка Шортен                                                                         | Нова Зеландія (NZL) Джекі Ґовлер Фібі Спурс Давіна Ведді Керрі Говлер                                                                            |
| Вісімки                  | Румунія (ROU) Адріана Айлінкай Роксана Ангел Амалія Береш Ніколета-Анкуца Боднар Марія-Магдалена Русу Марія Тіводаріу Йоана Вринчану Сімона Радіш Вікторія-Штефанія Петряну c | Канада (CAN) Ебіґейл Дент Келлей Філмер Кашя Ґручалла-Весєрскі Мая Мешкулейт Сідні Пейн Джессіка Севік Крістіна Вокер Авалон Вейстніс Крістен Кіт c | Велика Британія (GBR) Енні Кемпбелл-Орд Голлі Данфорд Емілі Форд Лорін Ервін Хейді Лонг Рован Маккеллар Їв Стюарт Гаррієт Тейлор Генрі Філдман c |
| Парні двійки, легка вага | Велика Британія (GBR) Емілі Крейґ Імоджен Ґрант | Румунія (ROU) Джаніна Беляге Йонела Козмюк | Греція (GRE) Дімітра Конту Зої Фіціу |